# Krężel (województwo mazowieckie)
Krężel – wieś sołecka w Polsce, położona w województwie mazowieckim, w powiecie grójeckim, w gminie Chynów.
W miejscowości znajduje się przystanek PKP, na trasie z Warszawy do Radomia.
Wieś szlachecka Krezel położona była w drugiej połowie XVI wieku w powiecie czerskim  ziemi czerskiej województwa mazowieckiego. 

## Historia
1603 – dziesięcina ze wsi należy do plebanii w Chynowie.
W latach 1975–1998 miejscowość administracyjnie należała do województwa radomskiego.